# Song Ki-suk
Song Ki-suk (* 4. Juli 1935 in Changhŭng, Chŏllanam-do; † 5. Dezember 2021) war ein südkoreanischer Schriftsteller.

## Leben
Song Ki-suk wurde 1935 in Changhŭng in der Provinz Süd-Chŏlla geboren. Vor seinem literarischen Debüt verfasste er kritische Artikel über Yi Sang und Son Ch'ang-sŏp, die in dem Magazin Moderne Literatur (Hyŏndae munhak) veröffentlicht wurden. Er wendete sich schließlich jedoch der Prosaliteratur zu, um die Geschichte des Leids zu schildern, das das koreanische Volk erleiden musste. Er studierte koreanische Literatur an der Universität Chonnam ab. Während er als Professor an dieser Universität arbeitete, wurde er festgenommen, da er die „Erklärung für die Demokratisierung der Bildung“ (교육민주화선언문) verfasst hatte. Er wurde später freigelassen, verlor jedoch seine Position als Dozent. 1980 wurde er erneut festgenommen wegen seiner Beteiligung am Kwangju-Aufstand. Erst im folgenden Jahr wurde er wieder entlassen. Später arbeitete er als Professor an seiner Alma Mater. 2021 starb er nach längerer Krankheit.
Das Bedürfnis, das Leben der einfachen Leute zu beschreiben und deren Fortbestand in der koreanischen Geschichte festzuhalten, ist ein motivierender Aspekt in Songs Werken. Dieses Bedürfnis wird deutlich in seinem Werk Trauergesang in Charitgol (자릿골의 비가), welches von der Tragödie handelt, die drei Generationen einer normalen Familie in einem abgelegenen Dorf der Provinz Chŏlla durchmachen. Mit dem Friedhof in Charitgol als Hintergrund wird retrospektiv eine Reihe von Geschehnissen erzählt, die Konflikt und Kummer in das kleine Dorf bringen. Die Geschichte endet jedoch mit einem Happy End, da die jüngere Generation es schafft, die Ursache der Tragödie zu beseitigen.

## Arbeiten

### Koreanisch

#### Romane
- 자랏골의 비가 Trauergesang in Charitgol (1977)
- 암태도 Die Insel Amtae (1981)

#### Kurzgeschichten
- 백의민족 Das weiße Volk (1969)
- 도깨비 잔치 Das Fest der Kobolde (1978)
- 재수 없는 금의환향 Die unglückliche Heimreise (1979)
- 개는 왜 짖는가? Warum bellen Hunde? (1983)
- 테러리스트 Terrorist (1986)

#### Essaysammlungen
- 녹두꽃이 떨어지면 Wenn die Blüten der Mungobohne fallen (1985)

## Auszeichnungen
- 1996 – 제13회 요산문학상 (Yosan Literaturpreis)
- 1995 – 제12회 금호예술상 (Kŭmho Kunstpreis)
- 1994 – 제09회 만해문학상 (Manhae Literaturpreis)
- 1973 – 제18회 현대문학상 (Preis für zeitgenössische Literatur)